# 漢光演習金鷹航空誤擊事故
漢光演習金鷹航空誤擊事故發生於1994年9月17日14時02分，是漢光十一號演習二次預演期間，由國軍租賃、金鷹航空執飛的Learjet 35型噴射機(機號B-98181)，在台東知本外海擔任拖靶機(靶勤機)，拖動無動力標靶時，遭到中華民國海軍成功號巡防艦艦載之方陣快砲擊落的事故。事故造成飛機於空中爆炸解體，機上陳乾福、黃煥基、張康和楊代鯤等四名組員全數罹難。

## 背景

### 罹難者
此次事故之罹難者包含陳乾福、黃煥基、張康和楊代鯤等四人。陳乾福為正駕駛，時任金鷹航空的副總經理；黃煥基為副駕駛；張康和楊代鯤為機工長與觀測員。

### 金鷹航空

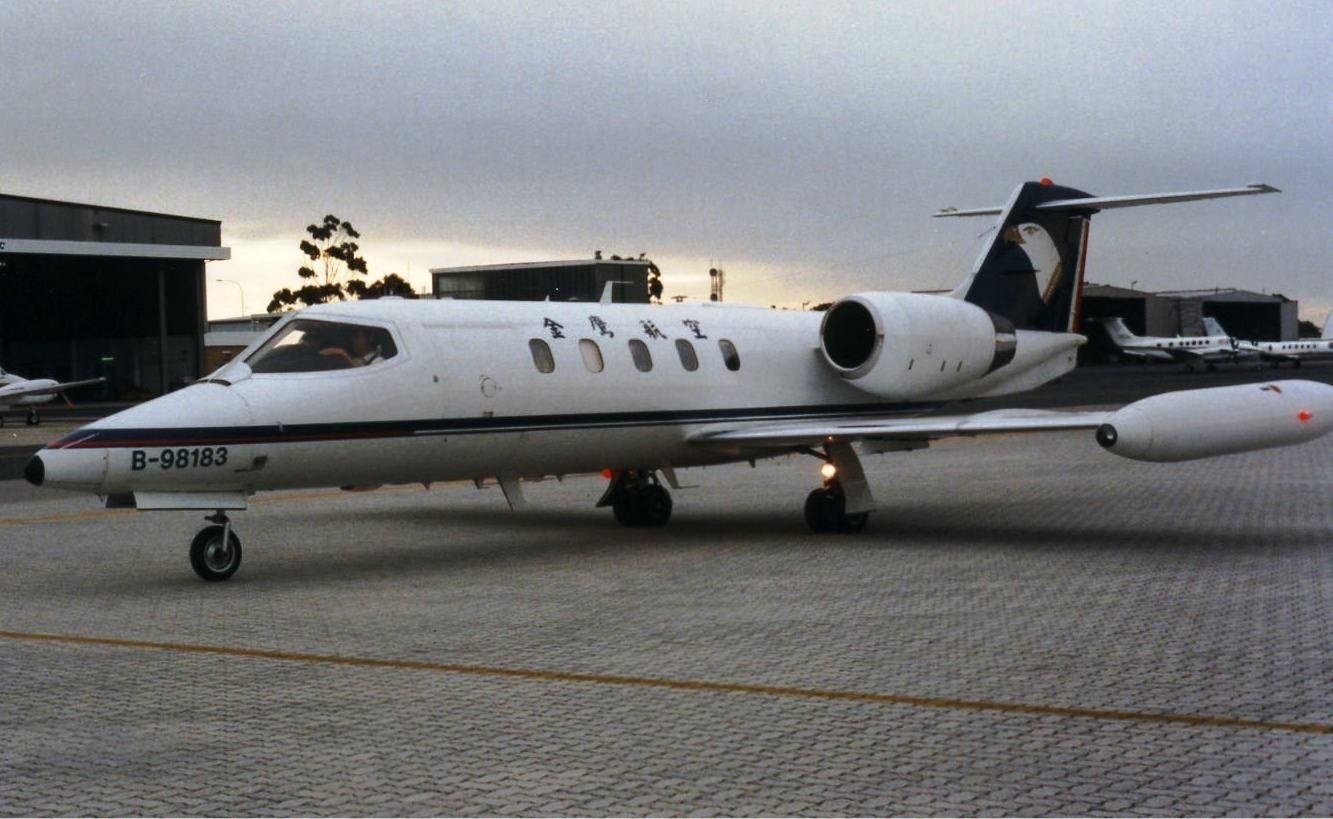
事故後另外取得的B-98183機

金鷹航空股份有限公司於1993年2月正式成立，為空軍退休人員成立之小型航空公司，主要業務即為協助軍方執行拖靶任務，並於1993年12月與國防部聯合勤務總司令部物資署簽訂合約，提供靶勤服務。金鷹航空僅擁有一架向中國租賃公司承租里爾35A小型噴射機(出廠序號35-675；美國機號N2602M；台灣機號B-98181)，平時停在臺南機場之亞洲航空公司機棚內。
事故後，航空公司營運趨緩，但仍於1995年4月再獲得了一架同型號的Learjet 35A噴射機(出廠序號35-654；台灣機號B-98183)，並且仍有承包靶勤服務。該架飛機於2002年5月售予美國Heights Aviation LLC後，公司停止運作，並於2003年1月正式解散。此飛機之後於2010年代售予德國GFD GmbH公司同樣進行拖靶與軍方訓練業務(機號D-CGFN)。

### 成功號巡防艦
成功艦為國軍光華一號計畫新造之巡防艦，事故發生當時服役剛逾一年。方陣快砲為艦上的防禦性武器，具有雷達與全自動接戰系統，用途為自主偵測飛彈來襲，利用其多管機砲予以擊落。成功艦不僅是第一艘「第二代主戰艦艇」，也是第一艘在台灣建造的主戰艦艇，據稱自其官兵背負「天下第一艦」、「成功中的成功」，因此自服役之初便為眾人矚目的焦點，也承受巨大的壓力，在外海執勤的天數也較其他艦艇來得更多。

## 經過
1994年9月17日下午，金鷹航空拖靶機參加漢光十一號演習之第二次預演，當時在台東知本外海實施「艦載武器反飛彈射擊」科目演習。金鷹航空拖靶機於13時39分抵達演習區域，由成功艦反潛官管制至待命區釋放拖靶預備，並待貴陽艦的海欉樹飛彈演習完成後，自知本外海以北北西方向朝知本溪口的成功艦飛行。當時成功艦由東北向西南於知本溪口沿海岸航行；拖靶機從航艦的方位角280度(左舷)接近，高度1200呎，速度250節；標靶高度298呎。
演習預計會在拖靶機飛越成功艦、進入安全區域後，才解除方陣快砲的管制。於14時02分，較原先預定時間延誤約20秒時，拖靶機剛進入射擊航道。此時其距離成功艦仍有3.9秒鐘的距離，而成功艦上的方陣快砲即瞄準拖靶機開火，令拖靶機中彈、冒煙，爆炸後墜海。
國軍待預演全部結束後才開始搜救，派遣在附近海域參與演習的十四艘飛彈快艇、十二艘巡防艦等展開搜索，在當日晚上23時分別撈獲拖靶機四名機組員的遺體，以及飛機部分殘骸。被撈獲的遺體殘缺不全，部分帶有燒焦味，但仍可辨識身分。國軍並將其連夜運回高雄海軍總醫院(今國軍高雄總醫院左營分院)，因是參加軍事演習發生事故死亡，死者雖非軍人，仍依規定交由軍事檢察官相驗，拖靶機殘骸交由軍方專案小組調查。交通部民航局於事故隔天也派人員趕往台東，搭乘直升機至失事地點調查飛安事故，然而因軍方封鎖消息，民航局並沒有太多收穫。

## 調查
因應立法院國防委員會的強烈要求，國防部在事故後組成「九一七專案小組」，位階直屬國防部，超越海軍總部，由國防部督察部副主任林所里中將會同空軍總部等單位，自漢光十一號演習結束的隔天(9月30日)起展開調查，並向立法院報告。調查報告顯示，此次誤擊事件為一連串的人為疏失所造成。

### 人員不足
成功艦因肩負支隊任務，戰情室內負責方陣快砲的系統管制人員，其職責受到調整，影響射擊流程：
- 成功艦未指派目視觀測員於甲板上觀察靶機位置，確保靶機通過上空，為最重大的缺失。

- 作戰長為方陣快砲的戰術行動官，負責管制、回報全艦狀況，並且注意靶機位置、戰術作為等。由於人力吃緊，其必須多肩負戰情室與駕駛台之間的聯絡官，無法即時追蹤靶機位置，艦長也因此失去下達射擊指令的重要依據。

- 飛彈長本應在方陣快砲控制面板處監看靶機目標資料，卻被指派到駕駛台測繪組，協助導航。

### 通話失誤
標準通話程序規定要由拖靶機飛行員回報「On top, Clear to fire」，再由艦上空管官接著複誦「Clear to Fire」確認後，武器管制官才會解除武器系統管制、開火射擊。然而事故發生前一天(9月16日)的通話紀錄顯示，成功艦報告「Ready」後，靶機宣布「On top」，成功艦複誦「On top」隨即開火，並未遵照標準通話程序。
事故發生當下，雙方仍未遵照標準通話程序：成功艦先廣播「準備On top」，靶機尚未進入安全區域時即回報「OK, ready」，此時成功艦官兵誤以為靶機已通過，便解除方陣快砲系統的管制。

### 擔心反應不及
- 一般方陣快炮射擊，靶纜長度應為13000~15000呎，拖靶機飛行高度應為900~1200呎，此時標靶才會在約高度300呎處，供方陣快炮射擊。然而此次因台東海岸內約6000碼之距離，即有2700呎的高山（射馬干山北峰，標高932公尺；追分山，標高1221公尺），依照原定計畫恐令拖靶機閃避不及而撞山。因此金鷹公司考量飛安問題，將靶纜長度由標準的15000呎縮短為10000呎。經成功艦與金鷹航空多次演練後認為可行，然而成功艦官兵反應時間較原先縮短。[1]
- 且成功艦官兵害怕系統反應時間過久，便由艦長下令改採全自動對空射擊，解除了搜索鍵的安全防範程序，爭取反應時間。

### 違反射擊程序
- 解除了安全防範的搜索鍵。

- 官兵未部屬、運用戰情室內的遙控面板，致使艦長無法使用遙控面板的終止交戰鍵，撤銷戰系長之指令。

- 戰系長指示操作手不用回報靶機航跡，僅須回報靶標，因此戰系長無法確認方陣快砲是否鎖定正確目標。

## 反應

### 受害者家屬
罹難者陳乾福的兒子指責當時軍方並沒有停止演習展開搜救，反而是金鷹航空自行組成搜救隊才找到罹難者遺骸；另成功艦上的火炮觀測官顧尚智，是時任海軍總司令顧崇廉的親姪兒，在事故發生後僅對家屬表示「反正就300萬，要不要隨便你」，且一路高升至上校退伍，反而當時較無直接關係的艦長趙中行上校因此事故而得去職。

### 法院判決與賠償
- 事故發生後，臺灣產物保險對於機體理賠金鷹航空與中租公司共新台幣170,846,591元，故以此數額向軍方求償。[21]臺灣臺北地方法院於1995年判決海軍總司令部與國防部採購局須共同賠償該額，當時創下〈國家賠償法〉實施以來最高賠償金額的紀錄。[14][6]
- 成功艦長趙中行、作戰長、戰系長都遭調職並被軍法審判，但處以緩刑。所屬一二四艦隊之艦隊長金豐鄉少將也遭行政處分。[21][22]
- 陳乾福兒子表示其兄妹兩人拒領60萬的撫卹金抗議，而軍方最後僅給予陳家其他家屬240萬。[20]

### 監察院糾正
1995年3月23日，監察院國防委員會通過糾正案，主文為：
```
海軍成功艦未遵守操作程序，違反射擊安全規定，導致方陣快砲在實膛備射狀況下，砲管與射控雷達「同步追瞄」並鎖定靶機，又未部署及運用遙控面板有效管制停止射擊程序，演習人員捨自動功能不用反採人為操控，殊屬不當。另，當日方陣快砲的感應範圍曾依海軍要求，經原廠技術顧問調整，使感應加大；如此任意調整武器功能，置國軍技令於不顧，始釀成巨災，應予糾正。
```

## 社會反應

### 批評搜救進度緩慢
- 漢光十一號演習時，軍方邀請了三千名民眾於知本海灘參觀，在事故發生後，現場司儀中斷原先介紹詞，僅說該項目臨時取消，並未交代細節，也未停止演習。據透露，事故發生時，海軍人員即有請示指揮部是否停止演習，但指揮部表示繼續操演。[24]
- 操演當天20時30分，中國時報記者發現知本海灘現場仍一片死寂，沒有搜救跡象，現場軍人也對搜救毫不知情，甚至部分軍人表示不知道有此意外發生。
- 事故發生後軍方並未報警。當晚臺東縣警察局獲知時有主動聯繫軍方詢問是否要派出警力協助搜救，軍方僅表示會自行處理。[25]

### 批評演習
- 社論批評方陣快砲用途為抵抗掠海飛彈的來襲，而靶機的拖靶，不論高度和速度都無法模擬掠海飛彈，因此此項演習科目根本無法證明方陣快砲的用途，沒有意義。[26]
- 軍人出身的立法委員趙振鵬指出，「艦砲防空射擊」項目原先僅規劃以五吋砲、七吋砲、七六砲、四零砲等射擊，卻為了「展示一舉擊落靶機」的效果，於9月14日才匆促改為使用方陣快砲射擊。[17]

## 類似事故
- 1980年代，國軍F-5E戰鬥機擔任拖靶機時，後方之戰鬥機誤射機砲，將拖靶機擊落，造成F-5E戰鬥機墜毀、拖靶機飛行員死亡。[27]
- 1996年6月3日，在夏威夷以西舉行RIMPAC 96環太平洋軍演時，美軍的A-6E擔任拖靶機，同樣遭到日軍的夕霧號護衛艦（日语：ゆうぎり (護衛艦)）之方陣快砲擊落。兩名飛行員成功彈射，後安全獲救。這是自二戰結束後，日軍第一次擊落美軍戰機。[28]

## 引用資料
1. 1 2 3 4  楊建康. . 中央日報. 1994-09-21.
2. 1 2  陳嘉信. . 聯合報. 1994-09-19 （中文（臺灣））.
3. 1 2  昌昭隆, 葛立堂. . 聯合報. 1994-09-18 （中文（臺灣））.
4. 1 2  . blog.udn.com.   [2022-03-30]. （原始内容存档于2022-04-09） （中文（臺灣））.
5. 1 2  . 經濟部商業司.   [2022-03-31].
6. 1 2  臺灣臺北地方法院 84 年度國字第 38 號民事判決、臺灣高等法院 88 年度重上國字第 4 號民事判決 （页面存档备份，存于）
7. ↑  .   [2022-03-30]. （原始内容存档于2022-04-11）.
8. ↑  . Federal Aviation Administration.   [2022-03-30]. （原始内容存档于2022-04-07）.
9. ↑  呂昭隆. . 聯合報. 1994-09-18 （中文（臺灣））.
10. ↑  . PlaneLogger.   [2022-03-31].
11. ↑  . Facebook.   [2022-03-31]. （原始内容存档于2022-04-30） （中文（简体））.
12. ↑  . Rzjets.net.   [2022-03-31]. （原始内容存档于2022-03-31）.
13. ↑  . 軍武狂人夢.   [2022-03-30]. （原始内容存档于2019-07-21）.
14. 1 2  阮玫芬. . 中央日報. 1997-04-24.
15. ↑  陳宏銘. . 中國時報. 1994-09-18.
16. ↑  陳宏銘. . 中國時報. 1994-09-19.
17. 1 2  楊建康. . 中央日報. 1994-10-18.
18. ↑  NOWnews今日新聞. . NOWnews今日新聞. 2020-07-04  [2022-03-30]. （原始内容存档于2022-04-09） （中文（臺灣））.
19. ↑  應為戰系長
20. 1 2  TVBS. . TVBS. 2016-07-05  [2022-03-30]. （原始内容存档于2022-04-06） （中文（臺灣））.
21. 1 2  王己由. . 中國時報. 1997-04-24.
22. ↑  . www.peoplemedia.tw. 2016-07-17  [2022-03-30]. （原始内容存档于2022-04-15） （中文（臺灣））.
23. ↑  張正莉. . 聯合報. 1995-03-24.
24. ↑  陳宏銘. . 中國時報.
25. ↑  陳宏銘, 王超群. . 中國時報. 1994-09-18.
26. ↑  徐圃. . 聯合報. 1994-10-05 （中文（臺灣））.
27. ↑  郭慰慈. . 聯合報. 1994-10-07.
28. ↑  . The Aviation Geek Club. 2020-07-20  [2022-03-31]. （原始内容存档于2022-04-14） （英国英语）.